# Monuments
Monuments je kompilační album/box set německé hardrockové hudební skupiny Edguy. Kompilace, kterou skupina oslavila 25 let na hudební scéně, vyšla 14. července 2017 skrze vydavatelství Nuclear Blast. Kromě výběru nejlepších písní v historii Edguy obsahuje i pět nových skladeb a také DVD záznam z turné k albu Hellfire Club (2004).

## O albu
V lednu 2016 byl zpěvák a skladatel Edguy, Tobias Sammet, během rozhovoru pro Myglobalmind Webzine o Ghostlights, v té době nově vydaném albu Avantasie, dotázán na 25. výročí Edguy. Tehdy řekl, že kapela zatím nijak neplánuje speciálně toto výročí oslavit. Podle kytaristy Jense Ludwiga byli ostatní členové skupiny připravení po Sammetově návratu z turné s Avantasií nahrávat nové album, ale přibližně v polovině roku Sammet „zcela vyhořel“ a byl kvůli Avantasii vyčerpán, čímž „padl plán na nové album“. Sammetovo prohlášení, že skupina novou desku dělat nebude, tak bylo pro ostatní členy „obrovským zklamáním“. Podle Ludwiga tak nastala do té doby největší krize v historii skupiny. Po uklidnění situace a prodiskutování možných řešení se Edguy rozhodli pro vydání kolekce tří disků (2 CD, 1 DVD).

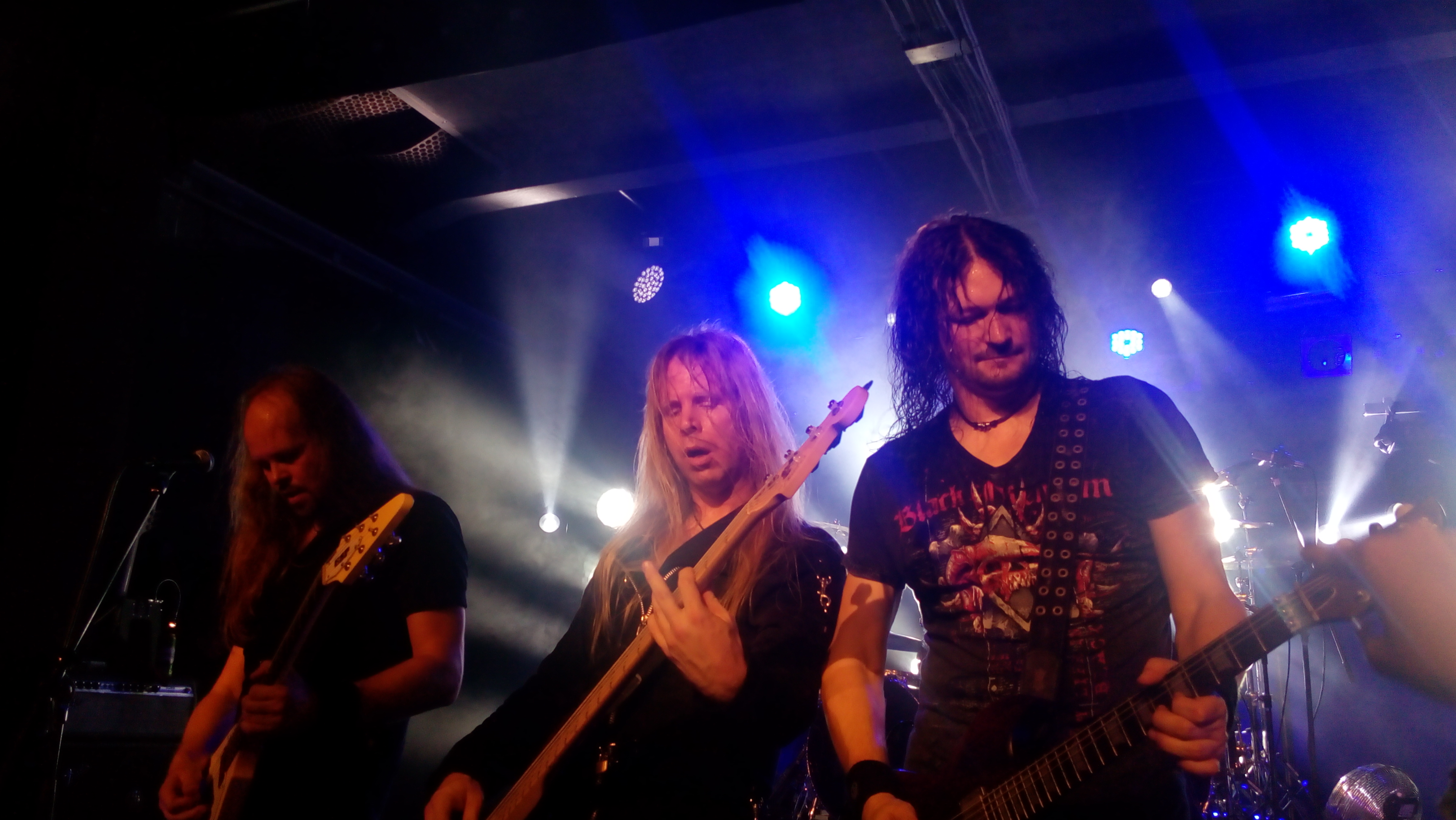
Edguy během koncertu v Praze, 2017

Na těch se objevilo pět nových písní, staré skladby a do té dobynezveřejněná raritní píseň z roku 1995. DVD obsahuje video záznam z turné k albu Hellfire Club z roku 2004 a kompletní kolekci dosud vydaných videoklipů. Na skládání nových skladeb se kromě Sammeta podíleli také Jens Ludwig, Dirk Sauer a Tobias Exxel. Jako první skladba byla 26. května 2017 představena nová píseň „Ravenblack“, která byla o týden později vydána jako první singl z alba. Druhý singl, skladba „Wrestle the Devil“, vyšel 30. června 2017.
Kompilace se umístila na šestém místě v německém žebříčku Media Control Charts, na šestnácté pozici ve švýcarské hitparádě a na dvacátém místě v rakouské hitparádě Ö3 Austria Top 40. V Česku se podle hodnocení IFPI dostalo Monuments na devatenáctou příčku.
Edguy zároveň v roce 2017 vystupovali k oslavě 25 let od založení skupiny na evropském turné. To probíhalo především v Německu, dostalo se ale také na jiné země, mezi nimi i Česko, kde kapela odehrála dva koncerty; na festivalu Masters of Rock 2017 a v říjnu ve vyprodaném pražském klubu MeetFactory.

## Seznam skladeb
| CD 1           | CD 1                             | CD 1                               | CD 1           | CD 1  |
| Pořadí         | Název                            | Hudba                              | Text           | Délka |
| -------------- | -------------------------------- | ---------------------------------- | -------------- | ----- |
| 1.             | Ravenblack (nová skladba)        | Tobias Sammet                      | Sammet         | 5:08  |
| 2.             | Wrestle the Devil (nová skladba) | Sammet, Sascha Paeth, Tobias Exxel | Sammet         | 4:00  |
| 3.             | Open Sesame (nová skladba)       | Sammet                             | Sammet         | 5:00  |
| 4.             | Landmarks (nová skladba)         | Sammet, Jens Ludwig                | Sammet         | 4:34  |
| 5.             | The Mountaineer (nová skladba)   | Dirk Sauer                         | Sammet         | 3:57  |
| 6.             | 9-2-9                            |                                    |                | 3:47  |
| 7.             | Defenders of the Crown           |                                    |                | 5:42  |
| 8.             | Save Me                          |                                    |                | 3:46  |
| 9.             | The Piper Never Dies             |                                    |                | 10:10 |
| 10.            | Lavatory Love Machine            |                                    |                | 4:23  |
| 11.            | King of Fools                    |                                    |                | 4:20  |
| 12.            | Superheroes                      |                                    |                | 3:19  |
| 13.            | Love Tyger                       |                                    |                | 4:27  |
| 14.            | Ministry of Saints               |                                    |                | 5:03  |
| 15.            | Tears of a Mandrake              |                                    |                | 7:14  |
| Celková délka: | Celková délka:                   | Celková délka:                     | Celková délka: | 74:50 |

| CD 2           | CD 2                                                   | CD 2  |
| Pořadí         | Název                                                  | Délka |
| -------------- | ------------------------------------------------------ | ----- |
| 1.             | Mysteria                                               | 5:46  |
| 2.             | Vain Glory Opera                                       | 6:09  |
| 3.             | Rock of Cashel                                         | 6:18  |
| 4.             | Judas at the Opera                                     | 7:19  |
| 5.             | Holy Water                                             | 4:13  |
| 6.             | Spooks in the Attic                                    | 4:03  |
| 7.             | Babylon                                                | 6:13  |
| 8.             | The Eternal Wayfarer                                   | 8:49  |
| 9.             | Out of Control                                         | 5:05  |
| 10.            | Land of the Miracle                                    | 6:33  |
| 11.            | Key to My Fate                                         | 4:33  |
| 12.            | Space Police                                           | 6:03  |
| 13.            | Reborn in the Waste (nezveřejněná skladba z roku 1995) | 4:19  |
| Celková délka: | Celková délka:                                         | 75:23 |

| DVD – koncert v São Paulu 1. Mysteria 2. Under the Moon 3. Navigator 4. Wake up the King 5. Land of the Miracle 6. Lavatory Love Machine 7. Vain Glory Opera 8. Fallen Angels 9. The Piper Never Dies 10. Babylon 11. King Of Fools 12. Chalice of Agony (Avantasia cover, feat. Andre Matos) 13. Tears of a Mandrake 14. Out of Control | DVD – videoklipy 1. Love Tyger 2. Robin Hood 3. Two Out of Seven 4. Ministry of Saints 5. Superheroes 6. Lavatory Love Machine 7. King of Fools 8. All the Clowns |

## Obsazení
- Tobias Sammet – zpěv, klávesy
- Jens Ludwig – hlavní kytara
- Dirk Sauer – rytmická kytara
- Tobias Exxel – baskytara
- Felix Bohnke – bicí

Hosté
- Oliver Hartmann – doprovodné vokály
- Michael Rodenberg – klaviatura

Technická podpora
- Sascha Paeth – producent, mix
- Olaf Reitmeier – technik
- Michael Rodenberg – mastering
- Guyla Havancsák – přebal alba
- Thomnas Ewerhard – design bookletu